# Kimmo Muurinen
Kimmo Muurinen, né le 23 février 1981 à Vantaa, en Finlande, est un joueur finlandais de basket-ball. Il joue au poste d'ailier fort.

## Palmarès
- Meilleur espoir de l'année du championnat de Finlande 2001